# Smiths Ferry (Idaho)
Smiths Ferry es un lugar designado por el censo ubicado en el condado de Valley, Idaho, Estados Unidos. Según el censo de 2020, tiene una población de 63 habitantes.

## Geografía
Está ubicado en las coordenadas 44°17′57″N 116°4′42″O / 44.29917, -116.07833. Según la Oficina del Censo de los Estados Unidos, tiene una superficie total de 5.20 km², de la cual 4.79 km² corresponden a tierra firme y 0.41 km² es agua.

## Demografía
Según el censo de 2020, hay 63 personas residiendo en la zona. La densidad de población es de 13 hab./km². El 95.24% de los habitantes son blancos, el 1.59% es de otra raza y el 3.17% son de una mezcla de razas. Del total de la población, el 3.17% son hispanos o latinos de cualquier raza.